# Équipe des Pays-Bas de football à la Coupe du monde 1998
L'équipe des Pays-Bas de football est demi-finaliste de la Coupe du monde de 1998 disputée en France. Son parcours s'arrête aux portes de la finale le 7 juillet 1998 contre le Brésil après une élimination aux tirs au but. Quatre ans plus tôt en 1994 la sélection néerlandaise avait déjà perdu contre le Brésil, en quart de finale. Le samedi 11 juillet, la sélection de Guus Hiddink manque le podium en perdant le match pour la troisième place contre la Croatie. Avec une génération dorée, la sélection néerlandaise fait mieux que lors des deux éditions précédentes (huitième de finale en 1990 et quart de finale en 1994).

## Qualification

### Groupe 7
| Rang | Équipe         | Pts | J | G | N | P | Bp | Bc | Diff |  | Résultats (▼ dom., ► ext.) |     |     |     |     |     |
| ---- | -------------- | --- | - | - | - | - | -- | -- | ---- |  | -------------------------- | --- | --- | --- | --- | --- |
| 1    | Pays-Bas       | 19  | 8 | 6 | 1 | 1 | 26 | 4  | +22  |  | Pays-Bas                   |     | 3-1 | 0-0 | 7-1 | 4-0 |
| 2    | Belgique       | 18  | 8 | 6 | 0 | 2 | 20 | 11 | +9   |  | Belgique                   | 0-3 |     | 2-1 | 3-2 | 6-0 |
| 3    | Turquie        | 14  | 8 | 4 | 2 | 2 | 21 | 9  | +12  |  | Turquie                    | 1-0 | 1-3 |     | 6-4 | 7-0 |
| 4    | Pays de Galles | 7   | 8 | 2 | 1 | 5 | 20 | 21 | -1   |  | Pays de Galles             | 1-3 | 1-2 | 0-0 |     | 6-0 |
| 5    | Saint-Marin    | 0   | 8 | 0 | 0 | 8 | 0  | 42 | -42  |  | Saint-Marin                | 0-6 | 0-3 | 0-5 | 0-5 |     |

## Effectif pour la phase finale en France

### Clubs représentés
Cette sélection néerlandaise est constituée d'une majorité de joueurs évoluant à l'étranger. Sur les vingt deux joueurs :
- 10 évoluent aux Pays Bas,
- 12 évoluent à l'extérieur du pays.

| Nombre de joueurs | Championnat | Clubs                                                                |
| ----------------- | ----------- | -------------------------------------------------------------------- |
| 10                |             | PSV Eindhoven (6) Ajax Amsterdam (3) Feyenoord Rotterdam (1)         |
| 5                 |             | Arsenal FC (2) Leeds United (1) Chelsea FC (1) Nottingham Forest (1) |
| 4                 |             | FC Barcelone (3) Real Madrid (1)                                     |
| 3                 |             | Milan AC (1) Juventus Turin (1) Inter Milan (1)                      |

## Phase finale

### Premier tour - groupe E

#### Pays-Bas - Belgique
- 
Pour son premier match contre la Belgique, la sélection batave voit son attaquant vedette Patrick Kluivert se faire expulser pour un coup de coude sur le défenseur Lorenzo Staelens. C'est une domination stérile qui va caractériser le premier match des Pays-Bas ; débordés dans tous les compartiments du jeu, les Belges vont réussir un peu par miracle à conserver leur cage de but inviolée. Et l'occasion la plus nette sera finalement à mettre au crédit des Diables rouges, Edwin van der Sar stoppant sur sa ligne une reprise de la poitrine de Marc Wilmots.

Un premier match nul sans but où le potentiel offensif néerlandais n'a pu se matérialiser.
| Match 10                                                  | Pays-Bas     | 0 - 0   | Belgique                     | Stade de France, Saint-Denis                       |                                                    |
| 13 juin 1998 · 21 h 0 (UTC+1) · Historique des rencontres |              | (0 - 0) |                              | Spectateurs : 77 000 Arbitrage : Pierluigi Collina | Spectateurs : 77 000 Arbitrage : Pierluigi Collina |
| 13 juin 1998 · 21 h 0 (UTC+1) · Historique des rencontres | Kluivert 82e | Rapport | 20e Staelens · 30e Deflandre | Spectateurs : 77 000 Arbitrage : Pierluigi Collina | Spectateurs : 77 000 Arbitrage : Pierluigi Collina |

| Pays-Bas | Belgique |

| PAYS-BAS :      |    |                         |     |     |
|                 |    |                         |     |     |
| Gardien de but  | 01 | Edwin van der Sar       |     |     |
|                 | 20 | Aron Winter             |     |     |
|                 | 03 | Jaap Stam               |     |     |
|                 | 04 | Frank de Boer           |     |     |
|                 | 05 | Arthur Numan            |     |     |
|                 | 10 | Clarence Seedorf        |     | 65e |
|                 | 07 | Ronald de Boer          |     | 80e |
|                 | 11 | Phillip Cocu            |     |     |
|                 | 14 | Marc Overmars           |     |     |
|                 | 21 | Jimmy Floyd Hasselbaink |     | 65e |
|                 | 09 | Patrick Kluivert        | 82e |     |
| Remplaçants :   |    |                         |     |     |
|                 | 08 | Dennis Bergkamp         |     | 65e |
|                 | 12 | Boudewijn Zenden        |     | 65e |
|                 | 06 | Wim Jonk                |     | 80e |
| Sélectionneur : |    |                         |     |     |
| Guus Hiddink    |    |                         |     |     |

| BELGIQUE :      |    |                     |     |     |
|                 |    |                     |     |     |
| Gardien de but  | 01 | Filip De Wilde      |     |     |
|                 | 05 | Vital Borkelmans    |     |     |
|                 | 15 | Philippe Clement    |     |     |
|                 | 03 | Lorenzo Staelens    | 20e |     |
|                 | 17 | Mike Verstraeten    |     |     |
|                 | 02 | Bertrand Crasson    |     | 22e |
|                 | 21 | Danny Boffin        |     |     |
|                 | 06 | Franky Van der Elst |     |     |
|                 | 07 | Marc Wilmots        |     |     |
|                 | 10 | Luc Nilis           |     |     |
|                 | 08 | Luis Oliveira       |     | 60e |
| Remplaçants :   |    |                     |     |     |
|                 | 22 | Éric Deflandre      | 30e | 22e |
|                 | 20 | Émile Mpenza        |     | 60e |
| Sélectionneur : |    |                     |     |     |
| Georges Leekens |    |                     |     |     |

#### Pays-Bas - Corée du Sud
- 

La seconde rencontre sera dans ce domaine tout autre, et la malheureuse victime sera la sélection sud coréenne, cinq buts marqués, par cinq joueurs différents, la sélection de Guus Hiddink par un collectif bien huilé et bien inspiré allait véritablement dévorer son adversaire. Une large victoire 5-0 qui aurait pu être plus importante si les « oranges » n'avaient pas commis quelques imprécisions collectives et un poteau presque rentrant de Frank de Boer.
| Titulaires :    |                      |     |
|                 |                      |     |
| 1               | Edwin van der Sar    |     |
| 20              | Aron Winter          |     |
| 3               | Jaap Stam            |     |
| 4               | Frank de Boer        |     |
| 6               | Wim Jonk             |     |
| 7               | Ronald de Boer       | 84e |
| 11              | Philip Cocu          |     |
| 16              | Edgar Davids         |     |
| 8               | Dennis Bergkamp      | 77e |
| 14              | Marc Overmars        |     |
| 5               | Arthur Numan         | 80e |
|                 |                      |     |
| Remplaçants :   |                      |     |
| 12              | Boudewijn Zenden     | 84e |
| 15              | Winston Bogarde      | 80e |
| 17              | Pierre van Hooijdonk | 77e |
|                 |                      |     |
| Sélectionneur : |                      |     |
| Guus Hiddink    |                      |     |

| Titulaires :    |                |     |
|                 |                |     |
| 1               | Kim Byung-ji   |     |
| 2               | Choi Sung-yong | 53e |
| 4               | Choi Yong-il   |     |
| 5               | Lee Min-sung   |     |
| 6               | Yoo Sang-chul  |     |
| 7               | Kim Do-kyun    |     |
| 9               | Kim Do-hoon    | 69e |
| 10              | Choi Yong-soo  |     |
| 11              | Seo Jung-won   | 77e |
| 15              | Lee Sang-yoon  |     |
| 20              | Hong Myung-bo  |     |
|                 |                |     |
| Remplaçants :   |                |     |
| 19              | Kim Tae-young  | 53e |
| 11              | Ko Jong-soo    | 69e |
| 11              | Lee Dong-gook  | 77e |
|                 |                |     |
| Sélectionneur : |                |     |
| Cha Bum-geun    |                |     |

| Titulaires :    |                      |     |
|                 |                      |     |
| 1               | Edwin van der Sar    |     |
| 20              | Aron Winter          |     |
| 3               | Jaap Stam            |     |
| 4               | Frank de Boer        |     |
| 6               | Wim Jonk             |     |
| 7               | Ronald de Boer       | 84e |
| 11              | Philip Cocu          |     |
| 16              | Edgar Davids         |     |
| 8               | Dennis Bergkamp      | 77e |
| 14              | Marc Overmars        |     |
| 5               | Arthur Numan         | 80e |
|                 |                      |     |
| Remplaçants :   |                      |     |
| 12              | Boudewijn Zenden     | 84e |
| 15              | Winston Bogarde      | 80e |
| 17              | Pierre van Hooijdonk | 77e |
|                 |                      |     |
| Sélectionneur : |                      |     |
| Guus Hiddink    |                      |     |

| Titulaires :    |                |     |
|                 |                |     |
| 1               | Kim Byung-ji   |     |
| 2               | Choi Sung-yong | 53e |
| 4               | Choi Yong-il   |     |
| 5               | Lee Min-sung   |     |
| 6               | Yoo Sang-chul  |     |
| 7               | Kim Do-kyun    |     |
| 9               | Kim Do-hoon    | 69e |
| 10              | Choi Yong-soo  |     |
| 11              | Seo Jung-won   | 77e |
| 15              | Lee Sang-yoon  |     |
| 20              | Hong Myung-bo  |     |
|                 |                |     |
| Remplaçants :   |                |     |
| 19              | Kim Tae-young  | 53e |
| 11              | Ko Jong-soo    | 69e |
| 11              | Lee Dong-gook  | 77e |
|                 |                |     |
| Sélectionneur : |                |     |
| Cha Bum-geun    |                |     |

#### Pays-Bas - Mexique
- 

Les Pays-Bas contre le Mexique aurait pu s'imposer largement. Prenant tout d'abord un avantage de deux buts d'écart au bout de 18 minutes grâce à des réalisations de Philip Cocu et Ronald de Boer, manquant de tripler la mise à plusieurs reprises avec notamment une frappe de Cocu sur la transversale ou un lobement qui passe de quelques centimètres pour Overmars, rien ne sembler au vu de la première période que la sélection sud américaine allait pouvoir renverser la vapeur. Deux nouveaux joueurs aztèques entrant en début de secondes période Jesus Arellano et Ricardo Peláez donna une nouvelle impulsion à la sélection mexicaine. Après avoir réussi à réduire logiquement la marque par Ricardo Pelaez à la 75e le Mexique allait devoir attendre un peu plus d'un quart d'heure. Un quart d'heure où le match failli par des occasions de part et d'autre basculer soit vers une consolidation de la victoire batave, soit vers un retour sud américain. C'est finalement à la 94e, dans les tout derniers instants des arrêts de jeu que l'égalisation mexicaine arriva, privant la sélection de Guus Hiddink d'une deuxième victoire dans ce tournoi. Mais en ce 25 juin la première place de ce groupe E leur était acquise, leur permettant d'éviter l'Allemagne au tour suivantce qui les aurait mis en danger.
| Titulaires :    |                         |     |
|                 |                         |     |
| 1               | Edwin van der Sar       |     |
| 2               | Michael Reiziger        |     |
| 3               | Jaap Stam               |     |
| 4               | Frank de Boer           |     |
| 6               | Wim Jonk                | 70e |
| 7               | Ronald de Boer          |     |
| 11              | Philip Cocu             |     |
| 16              | Edgar Davids            |     |
| 8               | Dennis Bergkamp         | 78e |
| 14              | Marc Overmars           |     |
| 5               | Arthur Numan            | 71e |
|                 |                         |     |
| Remplaçants :   |                         |     |
| 15              | Winston Bogarde         | 71e |
| 20              | Aron Winter             | 70e |
| 21              | Jimmy Floyd Hasselbaink | 78e |
|                 |                         |     |
| Sélectionneur : |                         |     |
| Guus Hiddink    |                         |     |

| Titulaires :    |                     |     |
|                 |                     |     |
| 1               | Jorge Campos        |     |
| 2               | Claudio Suárez      |     |
| 3               | Joel Sánchez        | 55e |
| 4               | Germán Villa        |     |
| 5               | Duilio Davino       |     |
| 7               | Ramón Ramírez       |     |
| 8               | Alberto García Aspe |     |
| 11              | Cuauhtémoc Blanco   |     |
| 15              | Luis Hernández      |     |
| 18              | Salvador Carmona    |     |
| 19              | Braulio Luna        | 46e |
|                 |                     |     |
| Remplaçants :   |                     |     |
| 9               | Ricardo Peláez      | 55e |
| 21              | Jesús Arellano      | 46e |
|                 |                     |     |
| Sélectionneur : |                     |     |
| Manuel Lapuente |                     |     |

| Titulaires :    |                         |     |
|                 |                         |     |
| 1               | Edwin van der Sar       |     |
| 2               | Michael Reiziger        |     |
| 3               | Jaap Stam               |     |
| 4               | Frank de Boer           |     |
| 6               | Wim Jonk                | 70e |
| 7               | Ronald de Boer          |     |
| 11              | Philip Cocu             |     |
| 16              | Edgar Davids            |     |
| 8               | Dennis Bergkamp         | 78e |
| 14              | Marc Overmars           |     |
| 5               | Arthur Numan            | 71e |
|                 |                         |     |
| Remplaçants :   |                         |     |
| 15              | Winston Bogarde         | 71e |
| 20              | Aron Winter             | 70e |
| 21              | Jimmy Floyd Hasselbaink | 78e |
|                 |                         |     |
| Sélectionneur : |                         |     |
| Guus Hiddink    |                         |     |

| Titulaires :    |                     |     |
|                 |                     |     |
| 1               | Jorge Campos        |     |
| 2               | Claudio Suárez      |     |
| 3               | Joel Sánchez        | 55e |
| 4               | Germán Villa        |     |
| 5               | Duilio Davino       |     |
| 7               | Ramón Ramírez       |     |
| 8               | Alberto García Aspe |     |
| 11              | Cuauhtémoc Blanco   |     |
| 15              | Luis Hernández      |     |
| 18              | Salvador Carmona    |     |
| 19              | Braulio Luna        | 46e |
|                 |                     |     |
| Remplaçants :   |                     |     |
| 9               | Ricardo Peláez      | 55e |
| 21              | Jesús Arellano      | 46e |
|                 |                     |     |
| Sélectionneur : |                     |     |
| Manuel Lapuente |                     |     |

#### Classement
|   | Équipe       | Pts | J | G | N | P | Bp | Bc | Diff |
| 1 | Pays-Bas     | 5   | 3 | 1 | 2 | 0 | 7  | 2  | +5   |
| 2 | Mexique      | 5   | 3 | 1 | 2 | 0 | 7  | 5  | +2   |
| 3 | Belgique     | 3   | 3 | 0 | 3 | 0 | 3  | 3  | 0    |
| 4 | Corée du Sud | 1   | 3 | 0 | 1 | 2 | 2  | 9  | -7   |

| 9  | 13 juin 1998 | Corée du Sud | 1 - 3 | Mexique      |
| 10 | 13 juin 1998 | Pays-Bas     | 0 - 0 | Belgique     |
| 26 | 20 juin 1998 | Belgique     | 2 - 2 | Mexique      |
| 27 | 20 juin 1998 | Pays-Bas     | 5 - 0 | Corée du Sud |
| 41 | 25 juin 1998 | Belgique     | 1 - 1 | Corée du Sud |
| 42 | 25 juin 1998 | Pays-Bas     | 2 - 2 | Mexique      |

### Huitième de finale

#### Pays-Bas - Yougoslavie
- 
Un huitième de finale qui verra la formation néerlandaise alterner des hauts et des bas. Après un score de 1-1 au bout de 49 minutes de jeu, c'est Edgar Davids banni de la sélection avant le dernier championnat d'Europe pour avoir contester l'autorité du sélectionneur qui permettra à sa sélection de continuer l'aventure, se faisant ainsi pardonner pour ses fautes. À noter que les bataves peuvent s'estimer chanceux de voir Predrag Mijatović louper un pénalty accordé aux joueurs des Balkans, le ballon s'écrasant sur la barre transversale.
| Titulaires :    |                   |  |
|                 |                   |  |
| 1               | Edwin van der Sar |  |
| 2               | Michael Reiziger  |  |
| 3               | Jaap Stam         |  |
| 4               | Frank de Boer     |  |
| 5               | Arthur Numan      |  |
| 10              | Clarence Seedorf  |  |
| 11              | Philip Cocu       |  |
| 16              | Edgar Davids      |  |
| 8               | Dennis Bergkamp   |  |
| 7               | Ronald de Boer    |  |
| 14              | Marc Overmars     |  |
|                 |                   |  |
| Sélectionneur : |                   |  |
| Guus Hiddink    |                   |  |

| Titulaires :     |                      |     |
|                  |                      |     |
| 1                | Ivica Kralj          |     |
| 2                | Zoran Mirkovic       |     |
| 3                | Goran Djorovic       |     |
| 4                | Slavisa Jokanovic    |     |
| 6                | Branko Brnovic       |     |
| 7                | Vladimir Jugovic     |     |
| 9                | Predrag Mijatovic    |     |
| 10               | Dragan Stojković     | 56e |
| 11               | Siniša Mihajlović    | 78e |
| 13               | Slobodan Komljenović |     |
| 16               | Željko Petrović      |     |
|                  |                      |     |
| Remplaçants :    |                      |     |
| 8                | Dejan Savićević      | 56e |
| 14               | Niša Saveljić        | 78e |
|                  |                      |     |
| Sélectionneur :  |                      |     |
| Slobodan Santrač |                      |     |

| Titulaires :    |                   |  |
|                 |                   |  |
| 1               | Edwin van der Sar |  |
| 2               | Michael Reiziger  |  |
| 3               | Jaap Stam         |  |
| 4               | Frank de Boer     |  |
| 5               | Arthur Numan      |  |
| 10              | Clarence Seedorf  |  |
| 11              | Philip Cocu       |  |
| 16              | Edgar Davids      |  |
| 8               | Dennis Bergkamp   |  |
| 7               | Ronald de Boer    |  |
| 14              | Marc Overmars     |  |
|                 |                   |  |
| Sélectionneur : |                   |  |
| Guus Hiddink    |                   |  |

| Titulaires :     |                      |     |
|                  |                      |     |
| 1                | Ivica Kralj          |     |
| 2                | Zoran Mirkovic       |     |
| 3                | Goran Djorovic       |     |
| 4                | Slavisa Jokanovic    |     |
| 6                | Branko Brnovic       |     |
| 7                | Vladimir Jugovic     |     |
| 9                | Predrag Mijatovic    |     |
| 10               | Dragan Stojković     | 56e |
| 11               | Siniša Mihajlović    | 78e |
| 13               | Slobodan Komljenović |     |
| 16               | Željko Petrović      |     |
|                  |                      |     |
| Remplaçants :    |                      |     |
| 8                | Dejan Savićević      | 56e |
| 14               | Niša Saveljić        | 78e |
|                  |                      |     |
| Sélectionneur :  |                      |     |
| Slobodan Santrač |                      |     |

### Quart de finale

#### Pays-Bas - Argentine
- 

En cet après-midi du 4 juillet 1998, les spectateurs du stade Vélodrome verront l'un des plus beaux buts de ce mondial. Une réalisation signée Dennis Bergkamp, nous sommes à la 90e minute et les deux équipes sont à égalité, Frank de Boer de son camp adresse une transversale très précise à l'attaquant d'Arsenal qui contrôle dans la surface adverse du pied droit, se joue d'un défenseur sud-américain et bat le portier adverse d'une reprise extérieure en demi-volée.
| Match 59                                                     | Pays-Bas                    | 2 - 1   | Argentine                                  | Stade Vélodrome, Marseille                            |                                                       |
| 4 juillet 1998 · 16 h 30 (UTC+1) · Historique des rencontres | Kluivert 12e · Bergkamp 90e | (1 - 1) | 17e López                                  | Spectateurs : 55 000 Arbitrage : Arturo Brizio Carter | Spectateurs : 55 000 Arbitrage : Arturo Brizio Carter |
| 4 juillet 1998 · 16 h 30 (UTC+1) · Historique des rencontres | Stam 10e · Numan 17e, 76e   | Rapport | 22e Chamot · 60e Sensini · 86e, 87e Ortega | Spectateurs : 55 000 Arbitrage : Arturo Brizio Carter | Spectateurs : 55 000 Arbitrage : Arturo Brizio Carter |

| Pays-Bas | Argentine |

| PAYS-BAS :      |    |                   |          |     |
|                 |    |                   |          |     |
| Gardien de but  | 01 | Edwin van der Sar |          |     |
|                 | 02 | Michael Reiziger  |          |     |
|                 | 03 | Jaap Stam         | 10e      |     |
|                 | 04 | Frank de Boer     |          |     |
|                 | 05 | Arthur Numan      | 17e, 76e |     |
|                 | 06 | Wim Jonk          |          |     |
|                 | 16 | Edgar Davids      |          |     |
|                 | 07 | Ronald de Boer    |          | 64e |
|                 | 11 | Phillip Cocu      |          |     |
|                 | 08 | Dennis Bergkamp   |          |     |
|                 | 09 | Patrick Kluivert  |          |     |
| Remplaçants :   |    |                   |          |     |
|                 | 14 | Marc Overmars     |          | 64e |
| Sélectionneur : |    |                   |          |     |
| Guus Hiddink    |    |                   |          |     |

| ARGENTINE :       |    |                      |          |     |
|                   |    |                      |          |     |
| Gardien de but    | 01 | Carlos Roa           |          |     |
|                   | 22 | Javier Zanetti       |          |     |
|                   | 02 | Roberto Ayala        |          |     |
|                   | 03 | José Chamot          | 22e      | 89e |
|                   | 06 | Roberto Sensini      | 60e      |     |
|                   | 05 | Matías Almeyda       |          | 68e |
|                   | 08 | Diego Simeone        |          |     |
|                   | 11 | Juan Sebastián Verón |          |     |
|                   | 10 | Ariel Ortega         | 86e, 87e |     |
|                   | 07 | Claudio López        |          |     |
|                   | 09 | Gabriel Batistuta    |          |     |
| Remplaçants :     |    |                      |          |     |
|                   | 04 | Mauricio Pineda      |          | 68e |
|                   | 18 | Abel Balbo           |          | 89e |
| Sélectionneur :   |    |                      |          |     |
| Daniel Passarella |    |                      |          |     |

### Demi-finale

#### Brésil - Pays-Bas
- 
En ce 7 juillet 1998 c'est la troisième fois que la sélection néerlandaise croise la route du Brésil en coupe du Monde. Une victoire en 1974 en phase de groupe et une défaite en 1994 en quart de finale. Il faut noter la bonne prestation de Boudewijn Zenden qui aura posé beaucoup de problèmes à son adversaire direct Zé Carlos. Une première période dominé par les hommes de Guus Hiddink, tant en possession qu'en terme d'occasions. 
Une erreur de concentration dès l'entame de la seconde période, et les Bataves voyaient Ronaldo ouvrir la marque en glissant le ballon entre les jambes d'Edwin van der Sar. Les Oranje pouvaient avoir des regrets, tant ils paraissaient supérieur à leur adversaire du soir. Ce but n'allait pas les décourager, face à une Seleção recroquevillée en défense, les coéquipiers de Frank de Boer allaient jouer leur va-tout, et finalement Patrick Kluivert à la 87e égalisait et redonnait espoir pour une qualification.
Une prolongation où durant les dix premières minutes le Brésil montrera un visage très offensif et aurait pu par un « but en or » anéantir tout espoir pour les Néerlandais. Les Pays-Bas vont ensuite reprendre le jeu en main et tenter de repartir vers l'avant, mais une nouvelle fois ils commirent une seconde erreur défensive quand Frank de Boer taclait Ronaldo dans la surface, une intervention du capitaine néerlandais qui aurait pu être sanctionnée par un penalty.

Ce n'est pas un pénalty, mais une séance de tirs au but, qui allait finalement avoir raison des Néerlandais. Un Cláudio Taffarel des très grands soirs et un dernier tir loupé par Ronald de Boer stoppait le parcours des oranges.
| Match 61                                                    | Brésil                              | 1 - 1 a. p.           | Pays-Bas                                                       | Stade Vélodrome, Marseille                   |                                              |
| 7 juillet 1998 · 21 h 0 (UTC+1) · Historique des rencontres | Ronaldo 46e                         | (0 - 0, 1 - 1, 1 - 1) | 87e Kluivert                                                   | Spectateurs : 54 000 Arbitrage : Ali Bujsaim | Spectateurs : 54 000 Arbitrage : Ali Bujsaim |
| 7 juillet 1998 · 21 h 0 (UTC+1) · Historique des rencontres | Zé Carlos 31e · César Sampaio 45e   | Rapport               | 48e Reiziger · 60e Davids · 90e Van Hooijdonk · 119e Seedorf · | Spectateurs : 54 000 Arbitrage : Ali Bujsaim | Spectateurs : 54 000 Arbitrage : Ali Bujsaim |
| 7 juillet 1998 · 21 h 0 (UTC+1) · Historique des rencontres | Ronaldo · Rivaldo · Emerson · Dunga | Tirs au but 4 - 2     | F. de Boer · Bergkamp · Cocu · R. de Boer                      | Spectateurs : 54 000 Arbitrage : Ali Bujsaim | Spectateurs : 54 000 Arbitrage : Ali Bujsaim |

| Brésil | Pays-Bas |

| BRÉSIL :        |    |                  |     |     |
|                 |    |                  |     |     |
| Gardien de but  | 01 | Cláudio Taffarel |     |     |
|                 | 13 | Zé Carlos        | 31e |     |
|                 | 03 | Aldair           |     |     |
|                 | 04 | Júnior Baiano    |     |     |
|                 | 06 | Roberto Carlos   |     |     |
|                 | 05 | César Sampaio    | 45e |     |
|                 | 08 | Dunga            |     |     |
|                 | 10 | Rivaldo          |     |     |
|                 | 18 | Leonardo         |     | 85e |
|                 | 20 | Bebeto           |     | 70e |
|                 | 09 | Ronaldo          |     |     |
| Remplacements : |    |                  |     |     |
|                 | 19 | Denílson         |     | 70e |
|                 | 11 | Emerson          |     | 85e |
| Sélectionneur : |    |                  |     |     |
| Mário Zagallo   |    |                  |     |     |

| PAYS-BAS :      |    |                      |      |      |
|                 |    |                      |      |      |
| Gardien de but  | 01 | Edwin van der Sar    |      |      |
|                 | 02 | Michael Reiziger     | 48e  | 56e  |
|                 | 03 | Jaap Stam            |      |      |
|                 | 04 | Frank de Boer        |      |      |
|                 | 11 | Phillip Cocu         |      |      |
|                 | 06 | Wim Jonk             |      | 111e |
|                 | 16 | Edgar Davids         | 60e  |      |
|                 | 07 | Ronald de Boer       |      |      |
|                 | 12 | Boudewijn Zenden     |      | 75e  |
|                 | 08 | Dennis Bergkamp      |      |      |
|                 | 09 | Patrick Kluivert     |      |      |
| Remplaçants :   |    |                      |      |      |
|                 | 20 | Aron Winter          |      | 56e  |
|                 | 17 | Pierre van Hooijdonk | 90e  | 75e  |
|                 | 10 | Clarence Seedorf     | 119e | 111e |
| Sélectionneur : |    |                      |      |      |
| Guus Hiddink    |    |                      |      |      |

### Match pour la troisième place

#### Pays-Bas - Croatie
- 
| Match 63                                                     | Pays-Bas              | 1 - 2   | Croatie                                             | Parc des Princes, Paris                            |                                                    |
| 11 juillet 1998 · 21 h 0 (UTC+1) · Historique des rencontres | Zenden 22e            | (1 - 2) | 14e Prosinečki · 36e Šuker                          | Spectateurs : 45 500 Arbitrage : Epifanio González | Spectateurs : 45 500 Arbitrage : Epifanio González |
| 11 juillet 1998 · 21 h 0 (UTC+1) · Historique des rencontres | Davids 89e · Jonk 89e | Rapport | 34e Jurčić · 52e Štimac · 69e Asanović · 74e Stanić | Spectateurs : 45 500 Arbitrage : Epifanio González | Spectateurs : 45 500 Arbitrage : Epifanio González |

| Pays-Bas | Croatie |

| PAYS-BAS :      |    |                      |     |     |
|                 |    |                      |     |     |
| Gardien de but  | 01 | Edwin van der Sar    |     |     |
|                 | 05 | Arthur Numan         |     |     |
|                 | 03 | Jaap Stam            |     |     |
|                 | 04 | Frank de Boer        |     |     |
|                 | 11 | Phillip Cocu         |     | 46e |
|                 | 06 | Wim Jonk             | 89e |     |
|                 | 16 | Edgar Davids         | 89e |     |
|                 | 10 | Clarence Seedorf     |     |     |
|                 | 12 | Boudewijn Zenden     |     |     |
|                 | 08 | Dennis Bergkamp      |     | 58e |
|                 | 09 | Patrick Kluivert     |     |     |
| Remplaçants :   |    |                      |     |     |
|                 | 14 | Marc Overmars        |     | 46e |
|                 | 17 | Pierre van Hooijdonk |     | 58e |
| Sélectionneur : |    |                      |     |     |
| Guus Hiddink    |    |                      |     |     |

| CROATIE :         |    |                   |     |     |
|                   |    |                   |     |     |
| Gardien de but    | 01 | Dražen Ladić      |     |     |
|                   | 14 | Zvonimir Soldo    |     |     |
|                   | 06 | Slaven Bilić      |     |     |
|                   | 04 | Igor Štimac       | 52e |     |
|                   | 13 | Mario Stanić      | 74e |     |
|                   | 17 | Robert Jarni      |     |     |
|                   | 21 | Krunoslav Jurčić  | 34e |     |
|                   | 07 | Aljoša Asanović   | 69e |     |
|                   | 08 | Robert Prosinečki |     | 79e |
|                   | 10 | Zvonimir Boban    |     | 86e |
|                   | 09 | Davor Šuker       |     |     |
| Remplaçants :     |    |                   |     |     |
|                   | 19 | Goran Vlaović     |     | 79e |
|                   | 15 | Igor Tudor        |     | 86e |
| Sélectionneur :   |    |                   |     |     |
| Miroslav Blažević |    |                   |     |     |

## Bilan et statistiques

### Bilan général
Les Pays-Bas atteindront pour la première fois les demi-finales de la compétition organisé sous cette forme, sans parvenir à faire aussi bien qu'en en 1974 et 1978, où ils avaient finit finaliste malheureux. En 1974 et 1978 il n'existait pas de demi finale mais deux tours à phases de groupes qui donnait lieu ensuite à un match pour la troisième place et à une finale.
Durant le premier tour dans le groupe E, composé de la Belgique, de la Corée du Sud, et du Mexique, ils assureront leur statut de tête de série en terminant premier devant le Mexique, et ce malgré une seule victoire en trois matchs, les deux autres rencontres se soldant par un nul. En huitième de finale il viendront à bout de la Yougoslavie, avant de <<venger>> la génération de Johan Neeskens en quart de finale contre l'Argentine (2-1), vingt ans avant en 1978 l'ancienne génération  avait perdu en finale du mondial sud américain contre l'Albi celeste. Le Brésil de Dunga aura cependant raison de la sélection batave en demi finale au bout d'une séance de tirs au but. 
Le match pour la troisième place sera un nouvel échec, la Croatie s'imposant 2-1 et chipant la médaille de bronze aux hommes de Guus Hiddink.
| Victoires | Nuls     | Defaites |
| 3 contre  | 2 contre | 2 contre |

| BP | BC | Cartons |
| 13 | 7  | 2 et 9  |

- BP= buts pour
- BC= buts contre

### Les buteurs néerlandais
| Classement | Nom                  | But(s) |
| 1          | Denis Bergkamp       | 3      |
| 2          | Patrick Kluivert     | 2      |
|            | Ronald de Boer       | 2      |
|            | Philip Cocu          | 2      |
| 3          | Marc Overmars        | 1      |
|            | Edgar Davids         | 1      |
|            | Pierre van Hooijdonk | 1      |
|            | Boudewijn Zenden     | 1      |

Les oranges compteront huit réalisateurs différents sur les treize buts inscrits.

### Les joueurs utilisés
Guus Hiddink a utilisé 18 joueurs sur les 22 sélectionnés.
| joueurs                                  |    |    |    |    |    |     |    | Total |
| Gardiens de but                          |    |    |    |    |    |     |    |       |
| Edwin van der Sar (Ajax Amsterdam)       | 90 | 90 | 90 | 90 | 90 | 120 | 90 | 660   |
| Défenseurs                               |    |    |    |    |    |     |    |       |
| Jaap Stam (PSV Eindhoven)                | 90 | 90 | 90 | 90 | 90 | 120 | 90 | 660   |
| Frank De Boer (Ajax Amsterdam)           | 90 | 90 | 90 | 90 | 90 | 120 | 90 | 660   |
| Arthur Numan (PSV Eindhoven)             | 90 | 80 | 72 | 90 | 87 | -   | 90 | 509   |
| Boudewijn Zenden (PSV Eindhoven)         | 25 | 6  | -  | -  | -  | 75  | 90 | 196   |
| Winston Bogarde (Milan AC)               | -  | 10 | 18 | -  | -  | -   | -  | 28    |
| Michael Reiziger (FC Barcelone)          | -  | -  | 90 | 90 | 90 | 57  | -  | 327   |
| Milieux                                  |    |    |    |    |    |     |    |       |
| Aron Winter (Inter Milan)                | 90 | 90 | 19 | -  | -  | 63  | -  | 262   |
| Clarence Seedorf (Real Madrid)           | 65 | -  | -  | 90 | -  | 9   | 90 | 247   |
| Ronald de Boer (Ajax Amsterdam)          | 78 | 84 | 90 | 90 | 63 | 120 | -  | 525   |
| Philip Cocu (PSV Eindhoven)              | 90 | 90 | 90 | 90 | 90 | 120 | 46 | 616   |
| Marc Overmars (Arsenal FC)               | 90 | 90 | 90 | 90 | 27 |     | 44 | 431   |
| Wim Jonk (PSV Eindhoven)                 | 12 | 90 | 71 | -  | 90 | 111 | 90 | 464   |
| Edgar Davids (Juventus Football Club)    | -  | 90 | 90 | 90 | 90 | 120 | 90 | 570   |
| Attaquants                               |    |    |    |    |    |     |    |       |
| Patrick Kluivert (Milan AC)              | 90 | -  | -  | -  | 90 | 120 | 90 | 390   |
| Jerrel Hasselbaink (Leeds United)        | 65 | -  | 12 | -  | -  | -   | -  | 77    |
| Dennis Bergkamp (Arsenal FC)             | 25 | 78 | 78 | 90 | 90 | 120 | 58 | 539   |
| Pierre van Hooijdonk (Nottingham Forest) | -  | 12 | -  | -  | -  | 45  | 32 | 89    |
| joueurs                                  |    |    |    |    |    |     |    | Total |

### Le poids des ligues et des clubs en temps de Jeu des joueurs
Si la majorité des joueurs évoluent à l'extérieur du pays, ce sont les clubs néerlandais qui cumulent le plus de temps de jeu, L'Ajax Amsterdam et le PSV Eindhoven cumulent à eux deux 4 290 minutes et ne sont que les deux clubs néerlandais à avoir vu leur joueurs utilisés. C'est le PSV qui a vu ses joueurs rester le plus sur les différentes pelouses.
Ce poids dans le temps de jeu des clubs du pays s'explique en partie par la titularisation systématique de trois joueurs : 
- Le gardien de l'Ajax Edwin van der Sar
- Le défenseur et capitaine de la sélection Frank De Boer évoluant au PSV.
- Le défenseur Jaap Stam évoluant au PSV.

| Ligue représenté | Temps de jeu |
| ---------------- | ------------ |
|                  | 4 290 min    |
|                  | 1 250 min    |
|                  | 1 136 min    |
|                  | 574 min      |
| Total            | 7 250 min    |

| Clubs             | Temps cumulés | Nombre de joueurs |
| ----------------- | ------------- | ----------------- |
| PSV Eindhoven     | 2 445 min     | (5)               |
| Ajax Amsterdam    | 1 845 min     | (3)               |
| Total clubs       | 4 290 min     | (8)               |
| Juventus Turin    | 570 min       | (1)               |
| Milan AC          | 418 min       | (2)               |
| Inter Milan       | 262 min       | (1)               |
| Total clubs       | 1 250 min     | (3)               |
| Arsenal FC        | 970 min       | (2)               |
| Nottingham Forest | 89 min        | (1)               |
| Leeds United      | 77 min        | (1)               |
| Total clubs       | 1 136 min     | (4)               |
| FC Barcelone      | 327 min       | (1)               |
| Real Madrid       | 247 min       | (1)               |
| Total clubs       | 574 min       | (2)               |